# Indicazione geografica protetta (Svizzera)
Il termine indicazione geografica protetta, meglio noto con l'acronimo IGP, indica un marchio di origine che viene attribuito dalla Confederazione svizzera a quei prodotti agricoli e alimentari per i quali una determinata qualità, la reputazione o un'altra caratteristica dipende dall'origine geografica, e la cui produzione, trasformazione e/o elaborazione avviene in un'area geografica determinata.
Per ottenere la IGP quindi, almeno una fase del processo produttivo deve avvenire in una particolare area. Chi produce IGP deve attenersi alle rigide regole produttive stabilite nel disciplinare di produzione, e il rispetto di tali regole è garantito da uno specifico organismo di controllo.

## Definizione nelle lingue ufficiali
| Lingua   | Marchio | Definizione                      |
| -------- | ------- | -------------------------------- |
| Francese | IGP     | Indication géographique protégée |
| Italiano | IGP     | Indicazione geografica protetta  |
| Romancio | IGP     | Indicaziun geografica protegida  |
| Tedesco  | IGP/GGA | Geschützte geografische Angabe   |

## Prodotti
| Denominazione                                    | Tipologia                | Area geografica                                                                         |
| ------------------------------------------------ | ------------------------ | --------------------------------------------------------------------------------------- |
| Appenzeller Mostbröckli                          | Prodotti a base di carne | Canton Appenzello Interno, Canton Appenzello Esterno, Canton San Gallo                  |
| Appenzeller Pantli                               | Insaccati                | Canton Appenzello Interno, Canton Appenzello Esterno, Canton San Gallo                  |
| Appenzeller Siedwurst                            | Insaccati                | Canton Appenzello Interno, Canton Appenzello Esterno, Canton San Gallo                  |
| Berner Zungenwurst                               | Insaccati                | Canton Berna                                                                            |
| Bündnerfleisch                                   | Prodotti a base di carne | Cantone dei Grigioni                                                                    |
| Carne secca del Vallese                          | Prodotti a base di carne | Canton Vallese                                                                          |
| Glarner Kalberwurst                              | Insaccati                | Canton Glarona                                                                          |
| Jambon cru du Valais                             | Prodotti a base di carne | Canton Vallese                                                                          |
| Lard sec du Valais                               | Prodotti a base di carne | Canton Vallese                                                                          |
| Longeole                                         | Insaccati                | Canton Ginevra                                                                          |
| Saucisse d'Ajoie                                 | Prodotti a base di carne | Distretto di Porrentruy                                                                 |
| Saucisson neuchâtelois e saucisse neuchâteloise  | Prodotti a base di carne | Canton Neuchâtel                                                                        |
| Saucisson vaudois                                | Prodotti a base di carne | Canton Vaud                                                                             |
| Saucisse aux choux vaudoise                      | Prodotti a base di carne | Canton Vaud                                                                             |
| St. Galler Bratwurst e St. Galler Kalbsbratwurst | Insaccati                | Canton San Gallo, Canton Appenzello Interno, Canton Appenzello Esterno, Canton Turgovia |
| Zuger Kirschtorte                                | Prodotti di pasticceria  | Canton Zugo                                                                             |
| Fonti:                                           |                          |                                                                                         |